# Eberhard (Waldsassen)
Eberhard war Abt des Klosters Waldsassen von 1220 bis 1246.
Eberhard war der 5. Abt von Waldsassen. Der Chronist Kaspar Brusch macht mit dem Zeitraum von 1222 bis 1249 abweichende Angaben zu seiner Amtszeit. Er resignierte, kurz bevor er starb.